# Hilde Seiler
Hilde Seiler (* 6. April 1931 in Wien als Hilde Kainz; † 14. Februar 2025 ebenda) war eine österreichische Gewerkschafterin und Politikerin (SPÖ). Von 1983 bis 1991 war sie Vizepräsidentin des ÖGB sowie im gleichen Zeitraum Vorsitzende der ÖGB-Frauenabteilung. Vom 15. Oktober 1988 bis zum 6. November 1994 war sie zudem Abgeordnete zum österreichischen Nationalrat.
Hilde Seiler gilt als eine bedeutende Kämpferin für die Rechte von Frauen und die Gleichberechtigung, insbesondere in Bezug auf Arbeitsmarktchancen und die Förderung von Frauen in Führungspositionen und innerhalb von Gewerkschaften.

## Leben und Wirken
Hilde Seiler wurde am 6. April 1931 als Hilde Kainz in Wien geboren, wo sie zusammen mit einem Bruder aufwuchs. Ihr Vater war Sozialdemokrat und wurde während des Zweiten Weltkriegs zum Kriegsdienst in die Wehrmacht eingezogen. 1943 noch im Glauben, dass der Krieg bald enden und die Sozialisten bald wieder die Demokratie aufbauen würden, kehrte der Vater nicht mehr aus dem Krieg heim und galt ab 1944 als vermisst. Nachdem die Wohnung der Familie im Frühjahr 1945 zerbombt worden war und die Mutter mit ihren beiden Kindern nicht mehr bei Nationalsozialisten zur Untermiete leben wollte, setzte sich die Mutter beim Wohnungsamt dafür ein, eine neue Bleibe für sich und ihren Nachwuchs zu bekommen. Weiters setzte sich die Mutter dafür ein, dass sie Kinder nicht bereits in jungen Jahren in Fabriken zum Arbeiten geschickt wurden, sondern beide Lehren absolvieren konnten. In einem Interview im Jahr 2015 sagte Seiler, sie sei stark von ihrer Mutter geprägt worden, die sich trotz Armut und Hunger infolge der Lebensmittelknappheit stets für die Familie eingesetzt habe. So fuhr die Mutter mit dem Bruder oftmals zum Hamstern ins Burgenland. Aus Angst vor etwaigen Übergriffen der Russen ließ sie ihre Tochter bei diesen Reisen allerdings in Wien zurück.
Nach erfolgreichem Abschluss der Pflichtschule erlernte Seiler nach Kriegsende den Beruf der Büro- bzw. Industriekauffrau bei einem Wiener Taxiunternehmen mit damals bereits über 100 Fahrzeugen, der Firma WITAX (Wiener Autotaxameter reg.Gen.m.b.H.). Bereits im Winter 1945 wollte sie der Gewerkschaft beitreten, doch ihr Vorgesetzter erklärte, dass es in dem Unternehmen keine Gewerkschaft geben würde. Dennoch versuchte sie ihr Glück im Winter 1945 am Sitz der Gewerkschaft der Angestellten in der Privatwirtschaft am Deutschmeisterplatz, jedoch dauerte es mehrere Monate bis feststand, zu welcher Branche das Taxiunternehmen wirklich gehörte. Mit 1. Mai 1946 wurde die damals 15-Jährige nach zahlreichen vorangegangenen Besuchen der GPA offizielles Gewerkschaftsmitglied und blieb dies bis zu ihrem Tod. Bereits 1946 gründete sie zusammen mit Alfred Dallinger die erste Gewerkschaftsjugendgruppe der Privatangestellten in Wien-Ottakring. In ihrem Unternehmen trat Seiler nicht nur als Buchhalterin in Erscheinung, sondern engagierte sich auch im Betriebsrat, dem sie von 1955 bis 1957 als Obfrau vorstand. Durch den Textilgewerkschafter Friedrich Hoffmann wurde sie 1957 auf eine offene Stelle in der Gewerkschaft der Chemiearbeiter (GdC) aufmerksam gemacht. Nach anfänglichen Bedenken – statt bisher 2800 Schilling verdiente sie dort nur 1500 Schilling im Monat – entschied sie sich für die Gewerkschaftsarbeit und wurde Sekretärin der GdC. Ihre Aufgabe war es, Statistiken zu erstellen, Betriebe nach ihrer Größe aufzulisten und sowohl die Mitgliederevidenz als auch die Kassa und Buchhaltung zu betreuen. Doch schon bald wurde sie von der damaligen provisorischen Vorsitzenden des Frauenausschusses, Anna Tomecek, zu den Sitzungen und Veranstaltungen der ÖGB-Frauen entsandt. Nachdem sie von 1957 bis 1968 als GdC-Sekretärin gearbeitet hatte, wurde Seiler im Jahr 1968 die erste Frauensekretärin der GdC, in der sie von 1966 bis 1969 auch als Betriebsrätin tätig gewesen war.
Als Frauensekretärin begann Seiler damit, vor allem die oft ungelernten und angelernten Arbeiterinnen sowie die Hilfsarbeiterinnen zu organisieren. Sie gründete in jedem Bundesland eine Frauengruppe und schaffte es, deren Vertreterinnen in die Landesausschüsse zu integrieren. Ab 1971 fungierte sie zudem als Kammerrätin in der Kammer für Arbeiter und Angestellte für Wien und war ab 1983 zudem Mitglied des Vorstandes dieses Gremiums. Ab 1981 war sie zudem Vorstandsmitglied der Pensionsversicherungsanstalt für Arbeiter und übernahm ab 1983 eine Mitgliedschaft im Präsidium, im Bundesvorstand sowie in der Steuerkommission des ÖGB. Zwischen 1983 und 1991 hatte sie die Funktion der Vorsitzenden der Frauenabteilung des ÖGB inne, zudem war sie zwischen 1983 und 1991 Vizepräsidentin des ÖGB. Wenige Monate vor ihrer Pensionierung stand sie einer der wahrscheinlich größten Herausforderungen ihrer Karriere gegenüber, als der Verfassungsgerichtshof am 6. Dezember 1990 entschied, dass das ungleiche Pensionsantrittsalter von Frauen und Männern verfassungswidrig sei. Seiler und 15 weitere Spitzenfunktionäre erarbeiteten innerhalb weniger Tage einen Katalog an Forderungen, wodurch die Idee des Gleichbehandlungspakts ins Leben gerufen wurde.
Gleichzeitig initiierten die ÖGB-Frauen eine Mobilisierung gegen die Erhöhung des Frauenpensionsalters und rief eine sogenannte „Postkartenaktion“ ins Leben. Im Rahmen des 11. ÖGB-Frauenkongresses im Januar 1991 überreichte Seiler dem damaligen Bundeskanzler Franz Vranitzky eine überdimensionale Postkarte, die symbolisch für mehr als 70.300 Postkarten stand, die von berufstätigen Frauen eingereicht worden waren. Mit diesen Postkarten forderten die Teilnehmerinnen dieser Aktion die Beseitigung der Benachteiligung unselbstständig erwerbstätiger Frauen im Pensionsrecht. Der sichtlich verlegene Bundeskanzler stimmte in seiner anschließenden Rede den Forderungen zu. Nachdem Seiler Vranitzky die Postkarten übergeben hatte, wurde sie als Frauenvorsitzende verabschiedet und trat mit Erreichung des 60. Lebensjahres in den Ruhestand. Seilers Nachfolgerin als Vorsitzende der ÖGB-Frauen, Irmgard Schmidleithner, sowie die Frauenvertreterinnen der ÖGB-Landesorganisationen und Gewerkschaften, unterstützt von der Juristin Brigitte Mlinek von der AK Wien, entwickelten aus dem initialen Überschriftenpapier einen juristisch fundierten Forderungskatalog. Ab Februar 1991 verhandelten die ÖGB-Frauen gemeinsam mit Johanna Dohnal und einer Gruppe von Frauenorganisationen ein umfassendes Paket mit rund 50 Forderungen.
Nach ihrer Pensionierung blieb Seiler weiterhin Abgeordnete zum österreichischen Nationalrat, dem sie seit dem 15. Oktober 1988 angehörte. Nachdem sie dem Nationalrat knapp die halbe XVII. Gesetzgebungsperiode angehört hatte, blieb die SPÖ-Politikerin noch die gesamte XVIII. Gesetzgebungsperiode (bis 6. November 1994) im Amt und zog sich danach weitestgehend aus der aktiven Politik zurück. In der XVII. Periode war Seiler ab dem 19. Oktober 1988 ein Ersatzmitglied im Budgetausschuss, dem sie ab 8. Februar 1989 als Mitglied und ab 4. Oktober 1989 als Schriftführerin angehörte. Des Weiteren war sie ab dem 8. Februar 1989 Mitglied des Ständigen Unterausschusses des Budgetausschusses, seit 19. Oktober 1988 Ersatzmitglied des Geschäftsordnungsausschusses und seit demselben Tag Mitglied des Gesundheitsausschusses. Außerdem war Seiler Mitglied des Ausschusses für Petitionen und Bürgerinitiativen, ab 19. Oktober 1988 Ersatzmitglied des Ausschusses für soziale Verwaltung und saß in verschiedenen Unterausschüssen. In der XVIII. Periode war sie Ersatzmitglied des Ausschusses für Arbeit und Soziales, des Geschäftsordnungsausschusses und des Justizausschusses sowie Mitglied im Gesundheitsausschuss, im Gleichbehandlungsausschuss, im Immunitätsausschuss und im Ausschuss für Petitionen und Bürgerinitiativen. Weiters war sie in mehreren Unterausschüssen.
In ihrer beruflichen Karriere hatte Seiler mehr als 30 Funktionen inne und war beispielsweise Vorstandsmitglied der Wiener Gebietskrankenkasse oder Vorsitzende des Berufsförderungsinstituts.
Am 14. Februar 2025 starb Seiler 93-jährig in ihrer Geburts- und Heimatstadt.